# 車峠
車峠 （くるまとうげ）は、福島県耶麻郡西会津町にある峠。一般国道49号が経由している。

## 概要
福島県西会津町西部の阿賀川西岸に位置する上野尻集落と、同じく同町の宝坂集落を結ぶ交通路上にある峠。現在は国道49号が経由しており、車トンネルなどによる近代的な道路が両地区を結んでいる。
昭和時代に行われた改良工事以前は、トンネルを経由せず、直接車峠に達する道路が利用されていた。
国道49号に似た経路で福島県会津地方と新潟県下越地方を結ぶ磐越自動車道は当地区を経由しておらず、本峠南の山地をトンネルなどの構造物を伴って通過している。一方、同じく両地方を結ぶ東日本旅客鉄道磐越西線 は、上野尻集落付近では阿賀川沿いを経由している。

### 地理
本峠東側には下野尻、上野尻などの集落や水田、畑地などの農地があるほか、阿賀川が流れており、阿賀川には上野尻発電所が設置されている。一方、本峠西側は鬼光頭川が流れており、白坂、宝川などの集落のほか、鬼光頭川の周辺の一部では水田などの農地も広がる。

## 沿革

### 近世
現代の国道49号などと同じように陸奥国会津地方（若松、会津藩）と越後国（新発田、新発田藩）を結んでいた越後街道が本峠を経由して両地方を結んでいた。越後街道では両地方の産物などが運ばれていたほか、新発田藩などの参勤交代に利用されていた。

### 近代
明治時代に入ると、福島県令に三島通庸が就任した。三島は会津三方道路という会津若松を起点として三方に伸びる道路の改良を行った。本峠を経由していた越後街道についても、この際に改良が行われたが、その際には車峠ではなく小出峠（ヲイテ峠）と呼ばれる別の峠を経由するように改められた。この峠の模様は、三島が開通後に写真家菊池新学に委嘱した記録写真に収められている。しかし、この峠は数年で廃止され、旧来の車峠経由の経路に復したとされる。

### 現代
第二次世界大戦後、本峠を経由する経路が二級国道115号新潟平線に指定（1953年）され、その後二級国道115号は一級国道49号に昇格（1963年）し、数年後（1965年）に一般国道49号となった。昭和40年代に行われた国道49号の改築では、車トンネルなどが計画され、経路の変更等を含む改良が行われた。以後、現在に至るまで、この際に改良された道路が国道49号として利用されている。

## 国道49号
上述の様に、本峠付近は戦後に国道の経路として指定され、現在は一般国道49号が本峠を経由している。本峠付近では、通行規制の基準が設けられており、連続雨量が一定値に達すると落石等の危険のため、通行が規制される。

### 構造物

#### 車トンネル

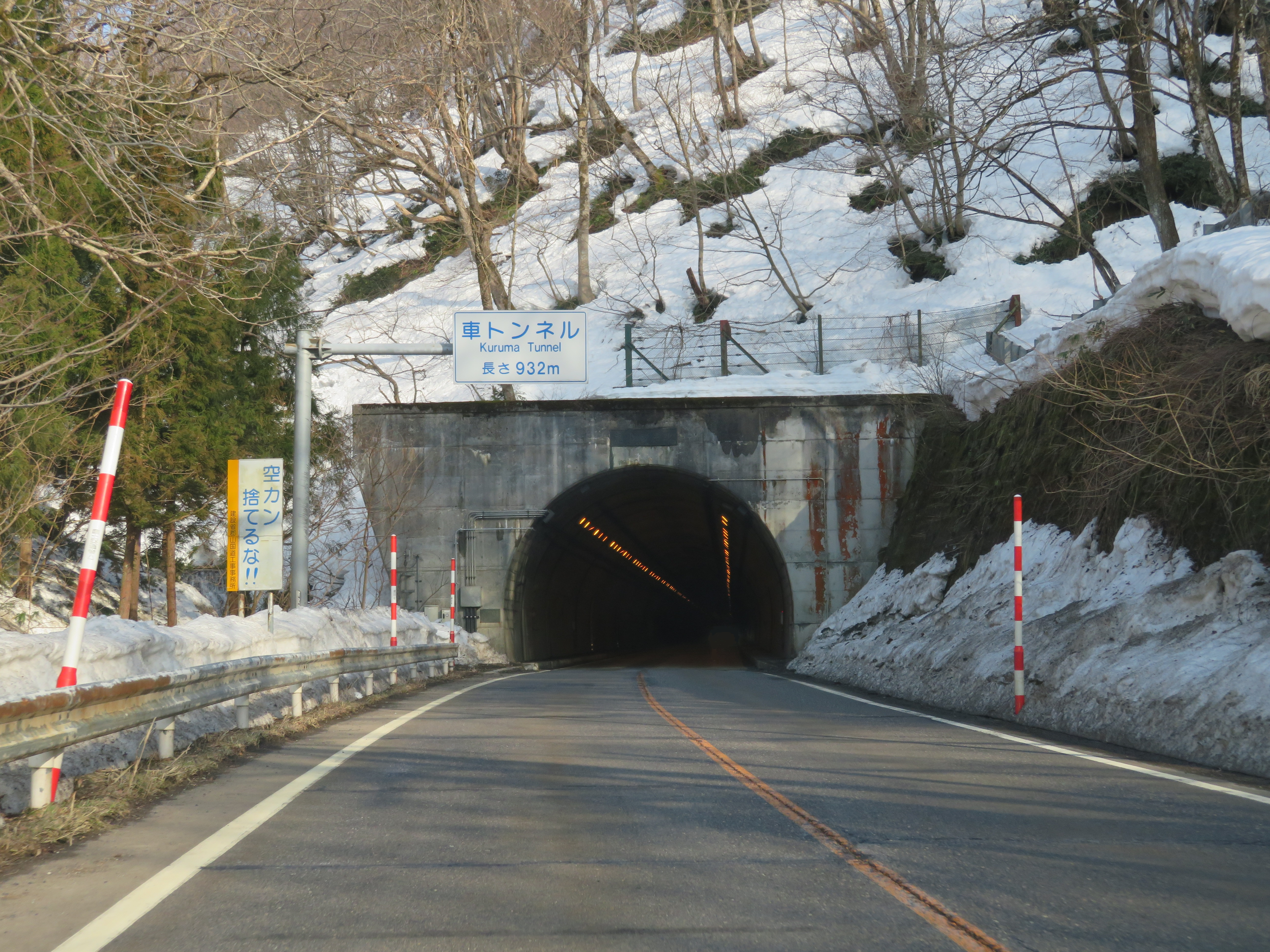
車トンネル（新潟方面側）

- 全長 : 932m
- 幅員 : 6.5m
- 車線 : 片側1車線（上下線合計2車線）

#### 白川橋
- 竣工 : 1970年
- 長さ : 60.6m
- 幅員 : 8.5m
- 構造 : 桁橋

#### 新鬼光頭川橋
- 竣工 : 1969年
- 長さ : 53.0m
- 幅員 : 8.5m
- 構造 : 桁橋